# Gaston Dupray
Pour les articles homonymes, voir Gaston et Dupray.
Gaston Dupray, de son vrai nom Gaston Joseph Dopere, né le 8 juin 1886 à Schaerbeek (Belgique) et mort le 12 décembre 1976 à Ixelles, est un acteur belge, qui a fait l'essentiel de sa carrière en France.

## Filmographie partielle
- 1910 : Deux Petits Jésus de Georges Denola
- 1910 : Rigadin médecin de service de Georges Monca
- 1910 : Rigadin n'est pas sage de Georges Monca
- 1910 : Rigadin se décide à travailler de Georges Monca
- 1910 : Rigadin tzigane de Georges Monca
- 1911 : Les Deux Chemins (ou Les Deux Sœurs) d'Albert Capellani
- 1911 : Un monsieur qui a un tic d'Albert Capellani
- 1911 : Rigadin tzigane de Georges Monca
- 1911 : Rigadin fait de la contrebande de Georges Monca
- 1911 : Le Médecin de service (Rigadin remplace le médecin de service) de Georges Monca
- 1912 : Rigadin et la Baguette magique de Georges Monca
- 1913 : Rigadin, dégustateur en vins de Georges Monca
- 1913 : Rigadin ressemble au ministre de Georges Monca
- 1913 : Rigadin fait un riche mariage de Georges Monca
- 1914 : Bébé de Charles Prince
- 1918 : La Faute d'orthographe de Jacques Feyder
- 1930 : Atlantis d'Ewald André Dupont
- 1930 : Hai-Tang de Richard Eichberg et Jean Kemm : Pierre Baron le chanteur
- 1930 : La Maison de la flèche d'Henri Fescourt : Jim Frobisher
- 1930 : Un caprice de la Pompadour de Willi Wolff et Joë Hamman : le marquis de l'Espinglette
- 1931 : Azaïs de René Hervil : Luquin
- 1931 : Mon cœur et ses millions d'André Berthomieu : Guillaume Aribeau, le secrétaire
- 1931 : Serments d'Henri Fescourt : Nikkon
- 1932 : Service de nuit d'Henri Fescourt : Camille Ducreux
- 1932 : Adhémar Lampiot de Christian-Jaque : le notaire
- 1932 : Le Coffret de laque de Jean Kemm
- 1932 : Il a été perdu une mariée de Léo Joannon
- 1932 : Ne sois pas jalouse d'Augusto Genina : Édouard Dubreton
- 1933 : Ève cherche un père de Mario Bonnard : Léon du Lac
- 1933 : La Femme invisible de Georges Lacombe
- 1934 : La Flambée de Jean de Marguenat
- 1934 : Le Petit Jacques de Gaston Roudès : l'avocat
- 1934 : L'Assassin est parmi nous, court métrage de Jacques de Casembroot
- 1935 : Le Roi des Champs-Élysées de Max Nosseck
- 1935 : Les Époux scandaleux de Georges Lacombe : Maître Lepoutre
- 1935 : Martha de Karl Anton
- 1935 : Un soir de bombe de Maurice Cammage : un policier
- 1936 : La Vie parisienne de Robert Siodmak
- 1936 : Le Roman d'un tricheur de Sacha Guitry : un serveur
- 1937 : L'Homme de nulle part de Pierre Chenal et Christian Stengel : le directeur du journal
- 1937 : À Venise, une nuit de Christian-Jaque : le maître d'hôtel
- 1937 : La Belle de Montparnasse de Maurice Cammage : le secrétaire
- 1937 : Sœurs d'armes de Léon Poirier : Monsieur Lamote
- 1938 : Filatures de Christian Herman Mihalesco
- 1946 : En êtes-vous bien sûr ? de Jacques Houssin
- 1947 : Copie conforme de Jean Dréville : le patron
- 1947 : Erreur judiciaire de Maurice de Canonge
- 1954 : Fête de quartier de Paul Flon : le barman
- 1954 : Petit Nuage d'Antoine Alard, Armand Bachelier et Charles Dekeukelure : Combino
- 1955 : Un soir de joie de Gaston Schoukens
- 1958 : Six mille habitants, court métrage de Luc de Heusch
- 1958 : À la bonne Tambouille, court métrage de Raymond Dastra

## Théâtre
- 1927 : Un miracle de Sacha Guitry, Théâtre des Variétés